# 孤独の旅路 (ニール・ヤングの曲)
「孤独の旅路」（こどくのたびじ、Heart of Gold）は、カナダのシンガーソングライター、ニール・ヤングの楽曲。彼の4枚目のアルバム『ハーヴェスト』収録曲で、ヤング唯一の全米No.1シングル。カナダでは、1972年4月8日にRPMの全米シングル・チャートで初登場1位を獲得、この日ヤングはシングルとアルバムの両チャートで首位を守り、5月13日には再び1位を獲得した。ビルボード誌では1972年の第17位にランクされた。日本では1972年2月25日リリース、オリコン週間シングルランキングで最高位28位。
2004年、『ローリング・ストーン』誌はこの曲を「史上最高の500曲」の297位にランクイン、2010年版では303位に選ばれ、そして2021年版で259位に選ばれた。

## 解説
ジェイムス・テイラーとリンダ・ロンシュタットのバック・ヴォーカルをフィーチャーしたこの曲は、一連のソフトなアコースティック曲のひとつで、腰を痛めたことが一因となって書かれた。長時間立っていることができなかったヤングはエレキ・ギターを弾くことができず、座って弾くことができるアコースティック・ギターに戻った。曲のイントロを含む3つのインストゥルメンタル・パートではハーモニカも吹いている。
この「孤独の旅路」は、1971年2月6日から8日にかけて、テネシー州ナッシュビルのクアドラフォニック・サウンド・スタジオで行なわれた『ハーヴェスト』の初期セッションで録音された。ロンシュタット（彼女自身も後にヤングの曲「バラのいたずら」をカヴァーする）とテイラーは当時、ジョニー・キャッシュのテレビ番組に出演するためにナッシュヴィルに滞在しており、アルバムのプロデューサー、エリオット・メイザーはスタジオでヤングのバック・シンガーを務めるよう手配した。
ヤングはこの曲をレコーディングする前に、1971年のソロ・ライヴで演奏している。1月19日のコンサート（2007年リリースの『Live at Massey Hall 1971』に収録）では、ピアノでこの曲を演奏し、「男は女が必要」から始めてこの曲に移行した。『ハーヴェスト』の時点では、この2曲を分けてギターとハーモニカで「Heart of Gold」を演奏していた。
ヤングは1977年のコンピレーション・アルバム『ディケイド』のライナーノーツにこう書いている： 「この曲は私を道の真ん中に置いた。そこを旅するのはすぐに退屈になったので、私は側溝に向かった。より荒れた道だが、そこではより面白い人たちを見ることができた」。この発言は、「孤独の旅路」がナンバーワンになった結果、彼がメインストリームで人気を得たことに対するものだった。
ヤングは、この曲と同じアルバムに収録されている「ハーヴェスト」と「週末に」は、当時、女優のキャリー・スノッドグレスとの間に芽生えていた愛にインスパイアされたと語っている。

1985年、ボブ・ディランはヤングはずっと好きだったにもかかわらず、この曲を聴くのが嫌だと言った:

誰かが私に似ていることが唯一気になったのは、72年頃にアリゾナ州フェニックスに住んでいた時で、その時の大流行曲が『孤独の旅路』だった。ラジオから流れてくると嫌で嫌でしょうがなかった。ニール・ヤングはずっと好きだったけど、「孤独の旅路」を聴くたびに気になった。長い間1位をキープしていたと思うんだけど、「クソッ、これは俺だ。もしそれが俺の曲に聴こえるなら、それは俺の曲であるべきだ」と。

シングル・リリースの際、レコード・ワールドは 「ディラン風のハーモニカと歌詞の内容が、（ヤングの）最近の作品よりもフォーク的な感触を与えている 」と評した。

## カヴァー・ヴァージョン
- ジェイムズ・ラストが1972年にカヴァー。1972年12月30日、カナダのRPM ACチャートで17位を記録[12]。
- 1978年リリースの『Nightflight to Venus』でボニーMがカヴァー。
- ウィリー・ネルソンによるカヴァーは、1987年のビルボード・ホット・カントリー・シングル・チャートで44位を記録した[13]
- ロクセットは1993年のMTVアンプラグドでこの曲をカヴァーしている。
- リチャード・ロッシは1994年のコンサート映画『Live at Graffiti's』でこの曲をカヴァーした[14]。
- ベティ・ラヴェットは、2000年にリリースされたコンピレーション・アルバム『Souvenirs』でこの曲をカヴァーした。
- ブラック・レーベル・ソサイアティは、2枚組ライヴ・アルバム『Alcohol Fueled Brewtality Live! +5』（2000年発売）に収録。
- トーリ・エイモスは、2001年リリースのアルバム『ストレンジ・リトル・ガールズ』でこの曲をカヴァーしている。
- ジョニー・キャッシュは2003年の遺作ボックスセット『Unearthed』でこの曲をカヴァー（レッド・ホット・チリ・ペッパーズと共演）。
- ケイシー・マスグレイヴスは、2007年リリースのデモ・アルバム『Kacey Musgraves』でこの曲をカヴァーしている。
- フィンランドのラップデュオ、ヨンティ＆シャカ（Jontti & Shaka）の2007年の曲「Päiväni murmelina」でサンプリングされている。
- ジェイムス・テイラーが2010年、ヤングのミュージケアーズ・パーソン・オブ・ザ・イヤー授賞式でライヴ・カバー。
- Superflyは、2010年のアルバム『Wildflower & Cover Songs:Complete Best 'TRACK 3'』でこの曲をカヴァーしている[15]。
- チャールズ・ブラッドレーによるカヴァーは2011年にDaptone Recordsからリリースされた。
- マイケル・スウィートは2014年のアルバム『I'm Not Your Suicide』でこの曲をカヴァーし、エレクトラ・ムステインをフィーチャーした別バージョンがビデオとボーナストラックとしてリリースされた。
- カナダのダイアナ・クラールは2015年、12枚目のスタジオ・アルバム『ウォールフラワー：コンプリート・セッションズ』にボーナス・トラックとして収録。
- ルース・Bは2017年9月、ヤングのカナダ・ソングライターの殿堂入りのためにこの曲を演奏した[16]。
- パッセンジャーは2017年リリースのカヴァー・アルバム『Sunday Night Sessions』でこの曲をカヴァーした。
- ミッドナイト・シャインは2018年リリースのアルバム『High Road』で、彼らの先住民言語であるムシュケゴウク・クリー語の要素を取り入れてこの曲をカヴァーした。
- 2023年6月、イルジー＆ボン・イヴェールがデュエット・カバーをリリース

## 認知度
2005年、「孤独の旅路」は、CBCラジオ・ワンの「50 Tracks」シリーズで、史上3番目に素晴らしいカナダの歌に選ばれた。

## チャート
| 順位 (1972年)                       | 最高位 |
| ----------------------------------- | ------ |
| オーストラリア (Kent Music Report)  | 14     |
| ベルギー (Ultratop 50 Flanders)     | 30     |
| ベルギー (Ultratop 50 Wallonia)     | 17     |
| カナダ・トップ・シングル (RPM)      | 1      |
| フランス (IFOP)                     | 31     |
| アイルランド (IRMA)                 | 12     |
| 日本 (オリコン)                     | 28     |
| オランダ (Dutch Top 40)             | 9      |
| オランダ (Single Top 100)           | 8      |
| ニュージーランド (Listener)         | 10     |
| ノルウェー (VG-lista)               | 4      |
| 南アフリカ (Springbok Radio)        | 8      |
| UK シングルス (OCC)                 | 10     |
| US Billboard Hot 100                | 1      |
| US Billboard Easy Listening         | 8      |
| US Cashbox Top 100 Singles          | 1      |
| US Record World Top 100 Singles     | 1      |
| 西ドイツ (GfK Entertainment charts) | 6      |

| Chart (2025)                          | Peak position |
| ------------------------------------- | ------------- |
| Sweden Heatseeker (Sverigetopplistan) | 14            |

## 認定
| 国/地域                                                       | 認定 | 認定/売上数 |
| ------------------------------------------------------------- | ---- | ----------- |
| イタリア (FIMI)                                               | Gold | 50,000      |
| スペイン (PROMUSICAE)                                         | Gold | 30,000      |
| イギリス (BPI)                                                | Gold | 400,000     |
| アメリカ合衆国 (RIAA)                                         | Gold | 1,000,000^  |
| ^ 認定のみに基づく出荷枚数 · 認定のみに基づく売上数と再生回数 |      |             |

## レコーディングメンバー
- ニール・ヤング - リードボーカル、アコースティックギター、ハーモニカ
- テディ・アーウィン - ギター
- ベン・キース - ペダル・スティール・ギター
- ティム・ドラモンド - ベース
- ケニー・バトリー - ドラム
- ジェイムス・テイラー - バッキング・ヴォーカル
- リンダ・ロンシュタット - バッキング・ヴォーカル